# Tuchenbach
Tuchenbach település Németországban, azon belül Bajorországban. Lakosainak száma 1391 fő (2023. december 31.).

## Népesség
A település népessége az elmúlt években az alábbi módon változott:
| Lakosok száma | 468  | 641  | 1021 | 944  | 1331 | 1340 | 1332 | 1333 | 1392 | 1391 |
|               | 1875 | 1950 | 1975 | 1987 | 2012 | 2014 | 2016 | 2017 | 2021 | 2023 |